# Marcetia bahiana
Marcetia bahiana är en tvåhjärtbladig växtart som först beskrevs av Ernst Heinrich Georg Ule, och fick sitt nu gällande namn av Angela Borges Martins. Marcetia bahiana ingår i släktet Marcetia och familjen Melastomataceae. Inga underarter finns listade i Catalogue of Life.